# Pseudophilautus samarakoon
Pseudophilautus samarakoon é uma espécie de anfíbio anuro da família Rhacophoridae. Está presente no Sri Lanka. A UICN classificou-a como quase ameaçada.